# Бюртіньї
Бюртіньї (фр. Burtigny) — громада  в Швейцарії в кантоні Во, округ Ньйон.

## Географія
Громада розташована на відстані близько 110 км на південний захід від Берна, 30 км на захід від Лозанни.
Бюртіньї має площу 5,7 км², з яких на 6% дозволяється будівництво (житлове та будівництво доріг), 58,2% використовуються в сільськогосподарських цілях, 34,3% зайнято лісами, 1,6% не є продуктивними (річки, льодовики або гори).

## Демографія
2019 року в громаді мешкало 387 осіб (+15,2% порівняно з 2010 роком), іноземців було 19,9%. Густота населення становила 68 осіб/км².
За віковим діапазоном населення розподілялося таким чином: 26,6% — особи молодші 20 років, 56,8% — особи у віці 20—64 років, 16,5% — особи у віці 65 років та старші. Було 140 помешкань (у середньому 2,6 особи в помешканні).
Із загальної кількості 97 працюючих 22 було зайнятих в первинному секторі, 18 — в обробній промисловості, 57 — в галузі послуг.